# Château des Ternes (Paris)
Pour les articles homonymes, voir Château des Ternes (Les Ternes).
Le château des Ternes est un château situé dans le 17e arrondissement de Paris .

## Situation et accès
Le château est situé aux nos 17-19 rue Pierre-Demours et no 28 rue Bayen dans le 17e arrondissement de Paris.

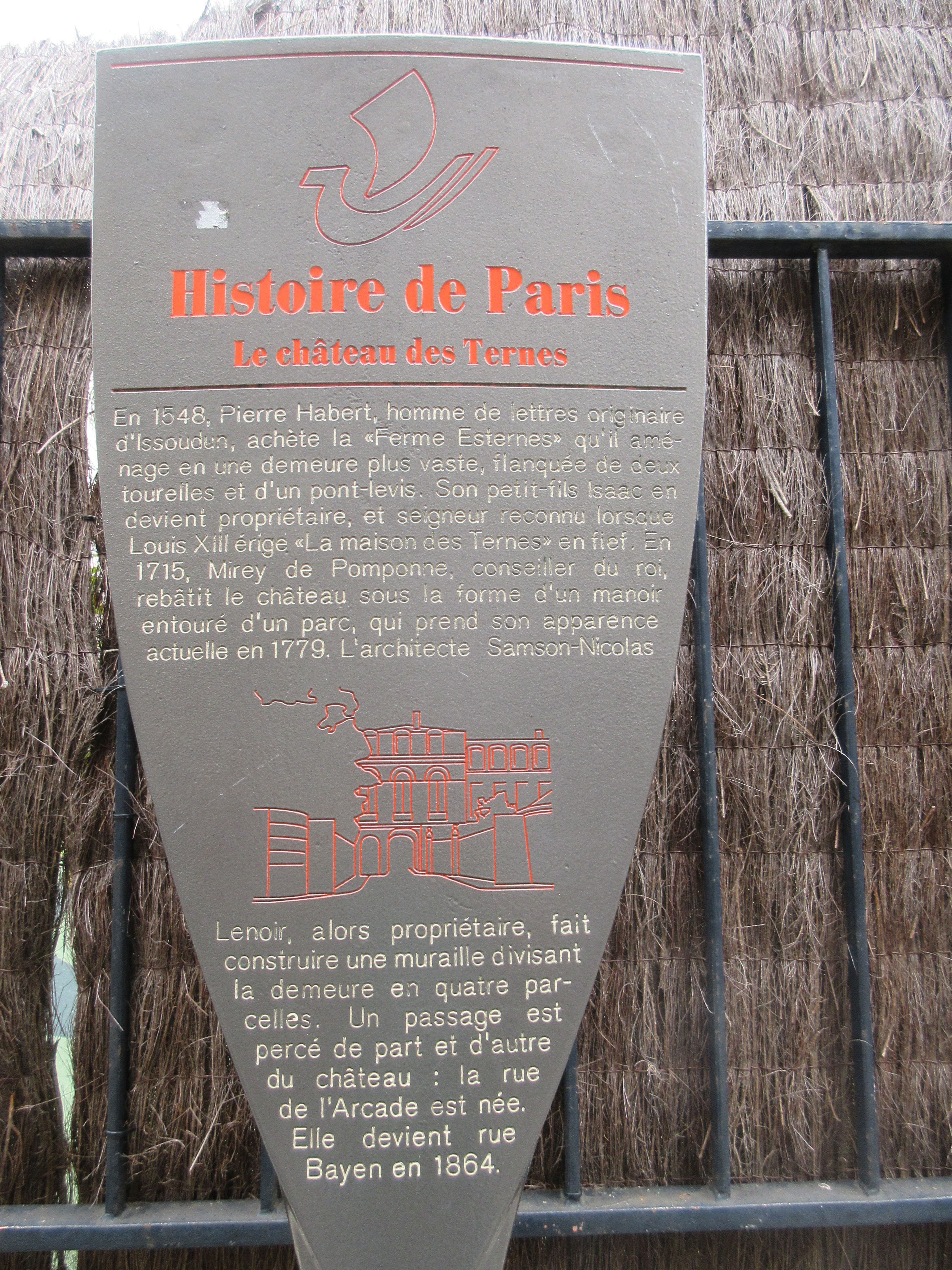
Panneau Histoire de Paris « Le Château des Ternes »
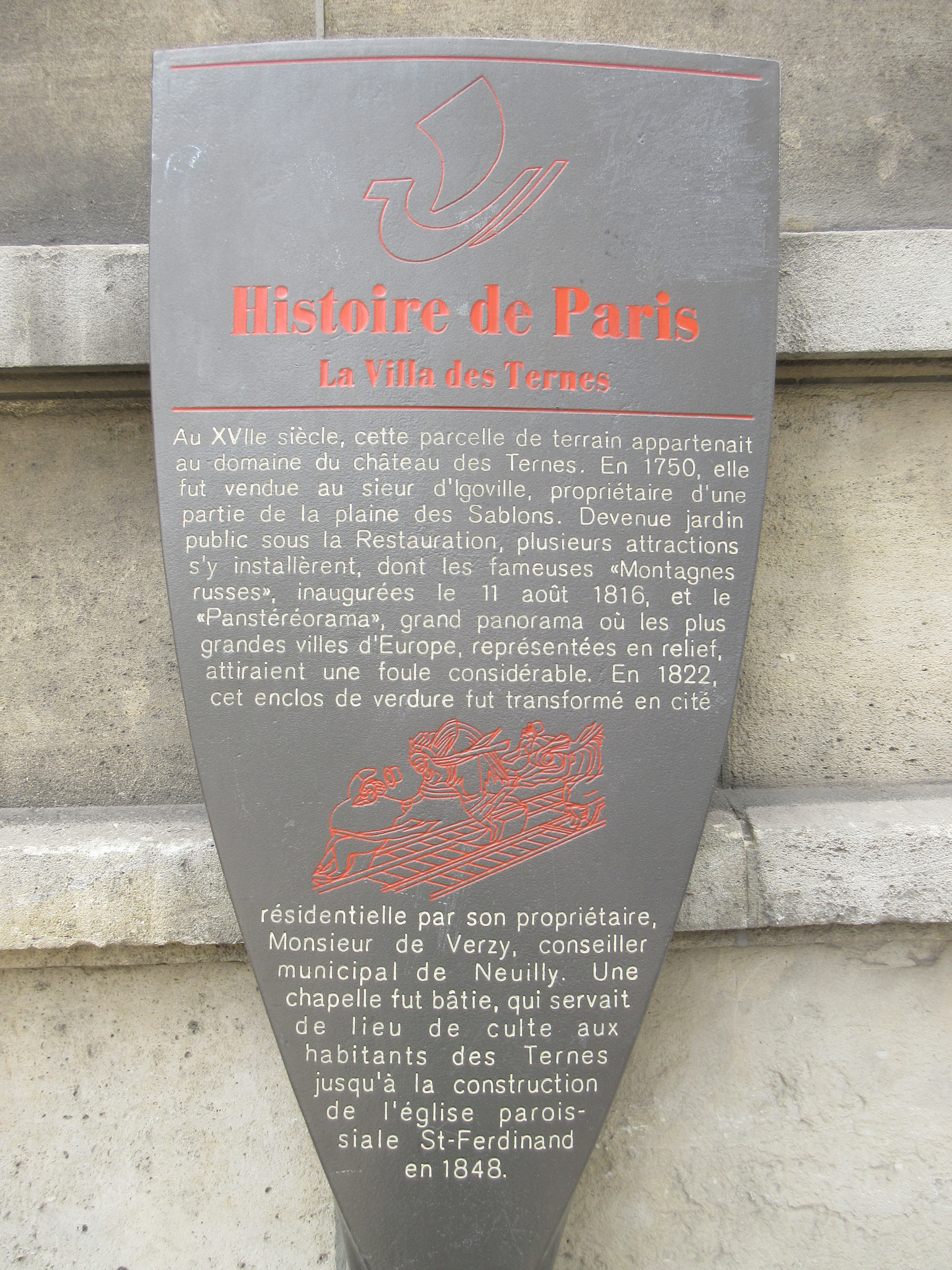
Panneau Histoire de Paris « La Villa des Ternes »
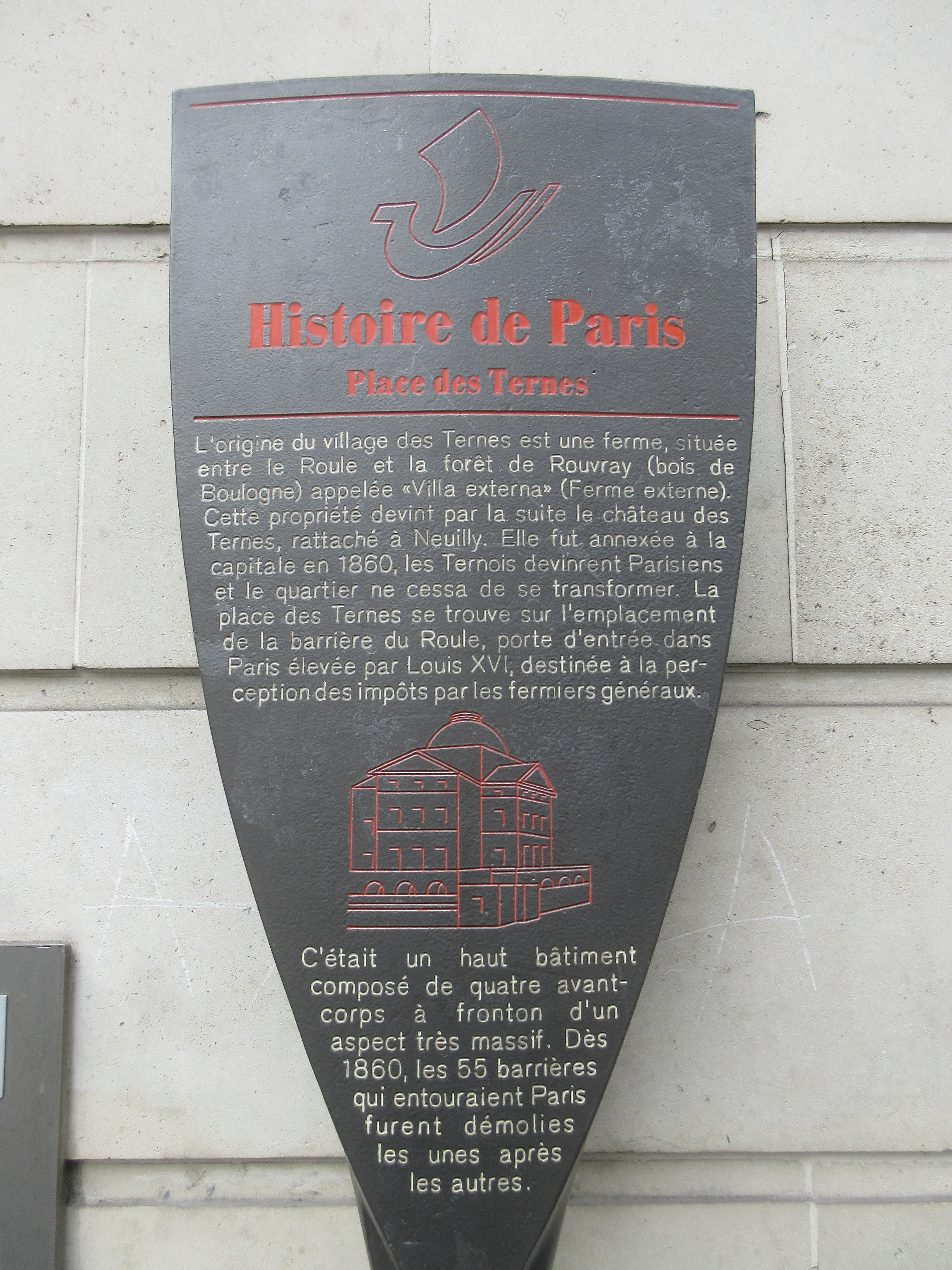
Panneau Histoire de Paris « Place des Ternes »

## Historique
La première mention connue de ce lieu remonte au Moyen Âge, dans un titre de l'abbaye de Saint-Denis daté de 1320, qui parle d'une « villam externam », autrement dit une ferme externe à l'enceinte de la ville, située entre le Roule et le bois de Boulogne, sur la paroisse de Villiers-la-Garenne. Durant la guerre de Cent Ans, la ferme de l'Esterne est entièrement reconstruite par son propriétaire, Pierre Jourdaing, qui ceint son domaine de solides murailles.[réf. nécessaire]
Un procès oppose le seigneur de Clichy et l'abbaye de Saint-Denis concernant les prérogatives des droits seigneuriaux du fief. La limite du hameau est le tracé de l'actuelle rue Laugier.[réf. nécessaire]
En 1548, Pierre Habert (mort en 1597), maître écrivain français né à Issoudun, valet de chambre du roi, conseiller du roi et secrétaire de sa Chambre, frère du poète François Habert, achète la ferme de l'Esterne, qu'il aménage en une demeure plus vaste, flanquée de deux tourelles et d'un pont-levis, enjambant les fossés. Son petit-fils, Isaac Habert, en devint propriétaire et seigneur reconnu, lorsque le roi Louis XIII érigea cette terre en fief par ordonnance royale de 1634. À la fin du XVIIe siècle, le lieu compte cinq maisons dont trois forment le château.
En 1715, Pomponne de Mirey (mort en 1740), secrétaire du roi, trésorier de l'administration des finances, receveur des consignations, seigneur du Blanc-Mesnil, achète et rebâtit le château sous la forme d'un manoir entouré d'un parc qui prend l'apparence actuelle, après suppression des fossés et du pont-levis. Pomponne de Mirey meurt le 21 avril 1740 au château des Ternes.
En septembre 1740, ses deux filles, Jeanne Mirey et Élisabeth Mirey, vendent pour 80 000 livres le domaine à Pierre Grégoire Masse, issu d'une riche famille d'orfèvres; celui-ci revend la parcelle touchant la plaine des Sablons où se trouve un pavillon en tourelle construit lors de la Guerre de Cent Ans. Pierre Grégoire Masse fait construire le château des Sablons, avec cour, jardins et dépendances. Il meurt sans descendance au château des Ternes le 9 novembre 1766. Son héritière est sa sœur, Madeleine, mariée à Louis-Henry Veron.[réf. nécessaire]
Conformément à la volonté du défunt, elle vend le château 150 000 livres à Ange Laurent Lalive de Jully et Marie-Louise de Nettine, son épouse. Celui-ci habitait un hôtel particulier de la rue de Ménars, mais d'un équilibre psychologique fragile, victime de crises de neurasthénie à partir de 1767, il achète le château des Ternes pour profiter de l'air pur et du calme de la campagne. Il y réside pendant 18 mois et y a fait des transformations.[réf. nécessaire]
Son épouse revend la propriété le 30 avril 1771 à Louis-François de Galliffet (1695-1778), chevalier, seigneur de Marcilly. Il est le fils d'Alexandre III de Galliffet qui possédait des sucreries à Saint-Domingue (où il est mort le 14 mai 1719). Ce bel héritage lui a permis d'acquérir plusieurs seigneuries:  le 18 juillet 1722, la seigneurie de Marcilly dont il a fait reconstruire le château en 1745-1749 - détruit à la Révolution ; en 1739 la baronnie de Preuilly (Indre-et-Loire), le château d'Azay-le-Ferron, la terre de la Morinière, les seigneuries de Buoux et de Bonnieux en 1753, de Salernes (Var) en 1765; en Champagne, en plus de la seigneurie de Marcilly, il possède aussi les seigneuries de Villiers-aux-Corneilles, de la Celle, de Fontaine-Denis, Missy, les Caves, Esclavolle, Potangis, Lavau, Port-Sainte-Marie, Culoison et Mornay ; il a enfin acheté la principauté de Martigues au duc de Villars en 1770/1772. Il s'est marié en 1730 avec Denise Élisabeth Pucelle, décédée en 1761, dont il n'a pas eu d'enfants. Le 4 septembre 1765, il rédige son testament : il transmet à son cousin Simon Alexandre Jean de Galliffet l'usufruit de tous ses biens, meubles et immeubles, et laisse leur propriété au fils de ce dernier, Louis François Alexandre de Galliffet, après le décès de son père. Il a probablement organisé le mariage de Louis François Alexandre de Galliffet avec sa cousine, Marie Louis de Galliffet, alors âgée de moins de 16 ans, par contrat du 30 mars 1772 signé du roi et des princes de la famille royale. Louis-François de Galliffet meurt dans son hôtel de la rue de Varenne dans la nuit du 3 au 4 mai 1778,.
Les Ternes comptent alors deux châteaux et, en 1775, le hameau se compose de dix-huit feux.[réf. nécessaire]
Le 11 août 1778, Louis François Alexandre de Galliffet (qui est donc le légataire de Louis François Galliffet) vend le château et le parc des Ternes à Joseph Normand, bourgeois de Paris, pour la somme de 170 000 livres. Mais ce dernier déclare le jour de la vente qu'il est un prête-nom et a agi pour le compte de Nicolas Lenoir, Jean-Baptiste Servat et Charles-Nicolas Rolland. L'architecte Lenoir rachète les parts de ses compères en 1781. Il remanie le château en faisant élever une muraille, divisant la propriété en quatre parcelles, ouvrant une voie sous le château, nommée la rue de l'Arcade, devenue la rue Bayen après l'annexion en 1864, viabilise le parc et le morcelle en de nombreuses parcelles. Il vend la grille de l'entrée du château à  Jean-Baptiste-Jacques Élie de Beaumont qui le fait installer à son château de Canon, où elle est toujours conservée,.
1. la partie droite du château est vendue le 26 novembre 1781 à Antoine Baumé, pharmacien et chimiste ;
2. une parcelle de 2 arpents est vendue le 2 avril 1785 à la « Société des fers préparés à l'abri de la rouille » pour laquelle il va construire les premiers bâtiments industriels des Ternes ;
3. la partie gauche du château et les écuries sont vendues le 12 septembre 1785 à François-Marie Grivois, dit Grivois aîné, « caissier du grand comptant du Trésor royal » ;
4. la dernière le 22 juillet 1787

La partie gauche du château est revendue le 15 octobre 1793 par Grivois aîné à Antoine-Joseph Raup Baptestin. Ce dernier la revend le 1er prairial an III (20 mai 1795) à Richard Codman, citoyen américain originaire de Boston. Il fait de nombreux aménagements intérieurs. Le château est cédé le 28 prairial an V (14 juin 1797) à Robert Lyle, un autre citoyen américain, qui le revend le 13 floréal an VI (2 mai 1798) à Raphaël Avezedo. Denis-Charles Benoist l'acquiert le 6 prairial an VIII (26 mai 1800) et rattache cette parcelle à celle contigüe qu'il avait achetée auparavant. Il en conserve la propriété jusqu'à son décès le 24 septembre 1810. Elle est achetée le 10 novembre 1814 par le général comte Dupont de l'Étang et la comtesse.[réf. nécessaire]
La partie droite du château est revendue par le pharmacien Baumé le 15 fructidor an IV (1er septembre 1796) à Jacques-Philippe Follope, banquier à Paris, mais qui passe déclaration au profit de Joseph-Alexandre Bergon pour la moitié du bien. À la suite d'un partage, le comte Bergon, directeur général des Eaux et Forêts, devient le seul propriétaire de la partie droite du château. De son mariage avec Jeanne Françoise Grâce Isnard, il a eu une fille en 1787, Jeanne Joséphine Grâce Bergon unie le 26 décembre 1804 au général comte Dupont de l'Étang. Au décès du comte Bergon, le 16 octobre 1824, sa fille hérite de la partie droite du château qui n'a plus qu'un seul propriétaire. Le général Dupont de l'Étang meurt le 7 mai 1840, sa fille Mme de Richemont hérite de la partie gauche du château, sa mère en ayant l'usufruit et la propriété de la partie droite. La comtesse Dupont de l'Étang meurt au château des Ternes le 13 juin 1858. Sa fille, Mme de Richemont, était morte dix ans plus tôt. M. de Richemont ne survit à sa belle-mère qu'un an. La propriété du château est de nouveau morcelée.[réf. nécessaire]
Nicolas Lenoir construit une série de bâtiments pour la manufacture des Ternes, usine de fers construits à l'abri de la rouille. Les gestionnaires, Bernard et de Cauler, ont obtenu un privilège exclusif en date du 2 mars 1785. Le 25 avril 1785, Lenoir vend le terrain devant maître Farmain. La construction est estimée par des architectes-jurés au cours de cent cinq vacations, en 1785-1786, à un montant global de 88 048 livres. La Révolution crée la commune de Neuilly-sur-Seine, à laquelle le hameau des Ternes est rattaché. Le 6 floréal an IX (24 avril 1801), Monclar, directeur de l'entreprise, devient le seul propriétaire de la manufacture en la rachetant par adjudication, moyennant 136 000 livres et les dettes de l'ancienne manufacture.[réf. nécessaire] Il fabrique des « couvertures de kiosque, des guérites, des corps de garde, des terrasses, des auvents, des faîtages, des chaîneaux [sic], des lucarnes, des tuyaux ».
Cette année IX, le Comité de salut public réquisitionne les lieux (terrain et usine) auxquels Monclar a ajouté six arpents achetés au comte de Peyre pour installer une poudrerie.[réf. nécessaire]
Jean-Antoine Chaptal acquiert le domaine des Ternes par adjudication des 29 fructidor et 3e jour complémentaire de l'an VI (15 septembre 1798). Dans l'acte de vente il est précisé qu'il s'agit « d'un enclos & batimens dit les Thernes sis plaine des Sablons, canton de Clichy, provenant du Domaine ». L'usine est installée sur un vaste terrain de quatre hectares entre la rue de l'Arcade et le chemin de la Révolte. L'emplacement est limité au nord par la grande route de Saint-Cloud à Compiègne, ou route de la Révolte, et au sud elle jouxte des maisons et des jardins. La rue de l'Arcade à l'est, et celle de Villiers à l'ouest, forment les dernières limites. On fabrique des acides sulfuriques et oxaliques, du sel d'étain, du sulfate de fer, du pyrolignite de fer et de l'alun. Avec les crises commerciales et la gestion difficile de l'entreprise, les usines sont hypothéquées en juillet 1830. L'usine des Ternes est mise en vente à l'audience du tribunal civil de la Seine, après jugement rendu le 16 juin 1830 à la requête de Jacques Lafitte. L'ensemble du domaine appartenant aux Chaptal est divisé en huit lots. Cette usine a été le fleuron de l'industrie chimique au cours des premières décennies du XIXe siècle. En 1816, elle fonctionnait avec un budget de près d'un million de francs sur un terrain de trois hectares, et employait cent cinquante ouvriers.
En 1856, la congrégation de Sainte-Croix reprend une petite école religieuse qui s'est établie dans le château des Ternes et crée ainsi son troisième collège en France (après Le Mans et Saint-Brieuc). Ce collège prend le nom de collège de Sainte-Marie au château des Ternes. Devant son succès, les locaux deviennent trop petits et le collège se transporte à Neuilly-sur-Seine en 1867, où il prend le nom de collège Notre-Dame de Sainte-Croix de Neuilly.
En 1858, les deux parties du château sont réunies grâce à la famille Haincque de Saint-Senoch.
Pendant l'hiver 1954, l'abbé Pierre y fait venir des sans-logis qui sont chauffés grâce à la combustion des parquets à la Versailles arrachés aux pièces du château. Les bâtiments sont déclarés d'utilité publique en 1956 et deviennent successivement propriété de l'Assistance publique, puis de la Ville de Paris. Une partie du bâtiment est aujourd'hui une crèche municipale.
Ce bâtiment est inscrit au titre des monuments historiques en 1928, puis radié en 1931. Il fait de nouveau l'objet d'une inscription au titre des monuments historiques le 13 juin 1949.

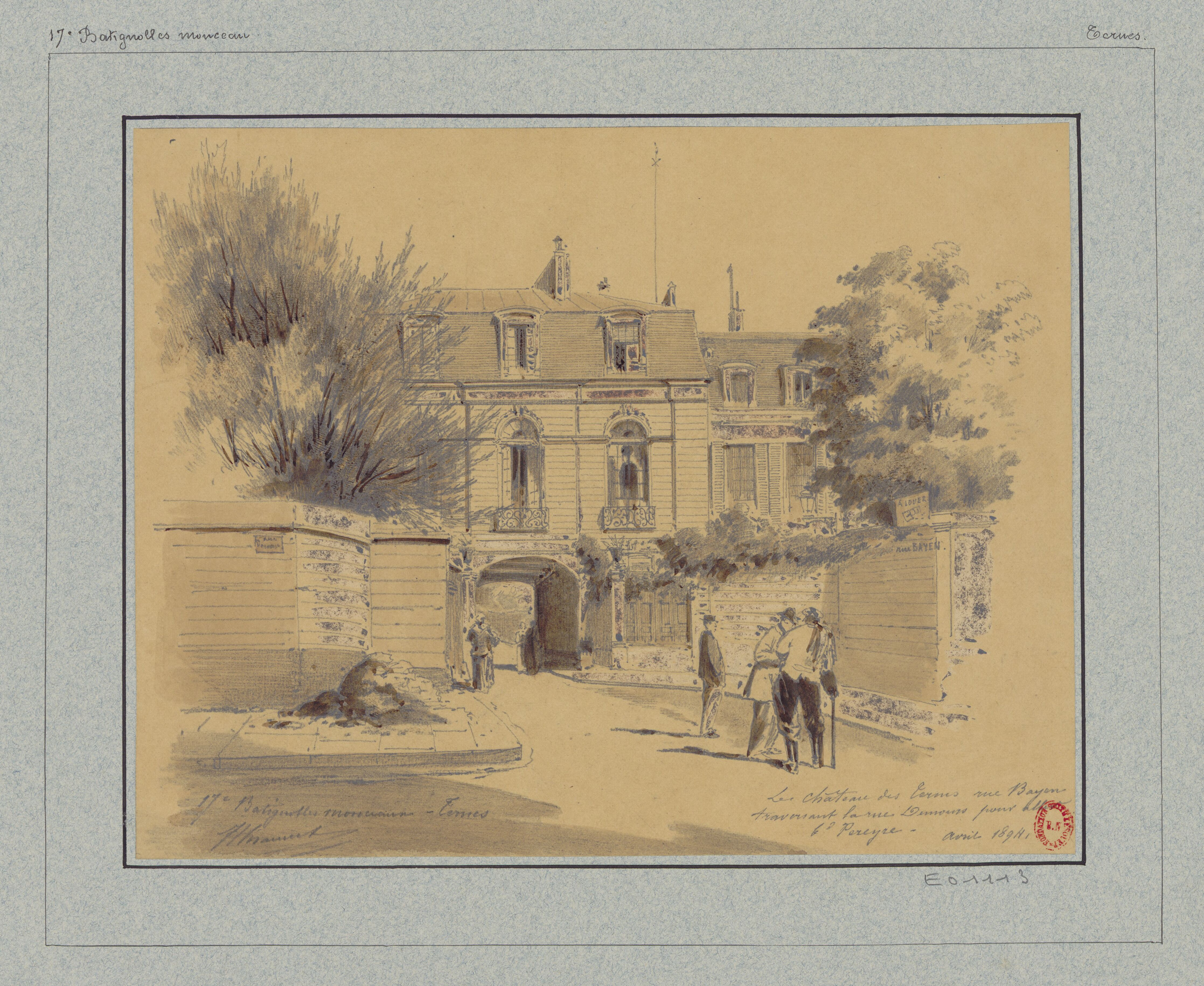
Vue du château en 1894 (dessin de Jules-Adolphe Chauvet).
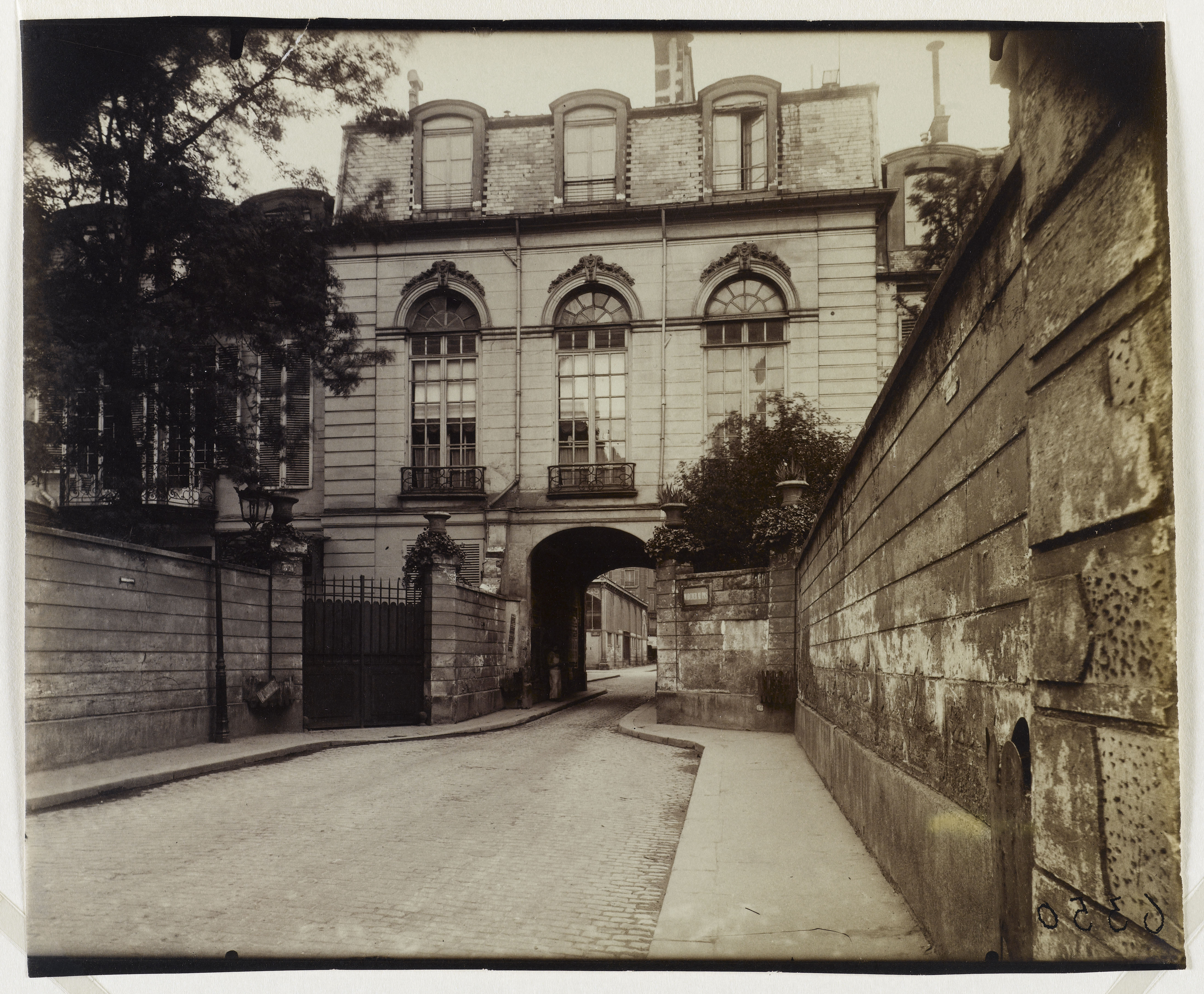
La même vue en 1922 (photographie d'Eugène Atget).

## Architecture
L'édifice comprend un avant-corps, percé de grandes baies, en plein cintre, et deux ailes en retrait. La façade est d'inspiration classique avec angles à refends, grandes baies vitrées en plein cintre, sur deux niveaux et combles mansardés. Le pavillon central formant l'avant-corps fut éventré par l'architecte Nicolas Lenoir pour y faire passer un chemin, puis une rue.

### Iconographie
- Paulin Bertrand (1852-1940), Château des Ternes, peinture sur le tympan du vestibule de l'hôtel de ville de Neuilly-sur-Seine.